# Yan Junling
Yan Junling (en chino tradicional: 顏駿凌; en chino simplificado: 颜骏凌; pinyin: Yán Jùnlíng; Shanghái, 28 de enero de 1991) es un futbolista chino que juega en la demarcación de portero para el Shanghái Port de la Superliga de China.

## Selección nacional
Hizo su debut con la selección absoluta de China el 13 de diciembre de 2014 contra Kirguistán en un partido amistoso que finalizó con un resultado de 4-0 a favor del combinado chino tras los goles de Wu Lei, un doblete de Yang Xu y un autogol de Ildar Amirov.

## Clubes
| Club          | País  | Año   | Partidos | Goles |
| ------------- | ----- | ----- | -------- | ----- |
| Shanghái Port | China | 2007- | 426      | 0     |

## Palmarés

### Títulos nacionales
| Título             | Club          | País  | Año  |
| ------------------ | ------------- | ----- | ---- |
| China League Two   | Shanghái SIPG | China | 2007 |
| China League One   | Shanghái SIPG | China | 2012 |
| Superliga de China | Shanghái SIPG | China | 2018 |
| Supercopa de China | Shanghái SIPG | China | 2019 |
| Superliga de China | Shanghái SIPG | China | 2023 |